# Прибалтийская железная дорога
Прибалти́йская желе́зная доро́га была расположена на территории Латвийской ССР, Литовской ССР, Эстонской ССР и Калининградской области РСФСР. Управление дороги находилось в Риге. Образована 16 февраля 1963 года на основании Постановления Совета Министров СССР № 174 от 14.02.1963 г. при объединении Эстонской, Латвийской и Литовской железных дорог.
В состав дороги входили Рижское, Даугавпилсское, Елгавское, Эстонское, Вильнюсское, Шяуляйское и Калининградское отделения дороги. До 1992 года дорога граничила с Октябрьской ж.д., Белорусской ж.д. и с железными дорогами Польши. В 1992 году была разделена на дороги, принадлежащие государствам, по территории которых они пролегают.
В 1986 году на дороге начала работать международная паромная железнодорожная переправа Клайпеда — Мукран.
Из 9000 км эксплуатационной длины дороги по состоянию на 1990 год было электрифицировано 596,4 км, 211 км приходилось на дороги узкой колеи (750 мм). Автоблокировкой на 1990 год было оборудовано около 70 % длины путей, 75 % стрелочных переводов было включено в систему электрической централизации, широко использовалась телетайпная информационная и громкоговорящая радиосвязь. Вычислительный центр был оборудован ЭВМ третьего поколения и взаимодействовал с АСУ железнодорожного транспорта МПС СССР.
Дорога обслуживала пять незамерзающих морских торговых портов, 6 рыболовецких портов и 2 морские нефтеперевалочные базы. Переработка экспортно-импортных грузов велась через припортовые станции Рига-Краста, Вентспилс, Таллин, Калининград, Клайпеда. Действовали единые сквозные смены из работников станций и портов; руководство этой работой по единой технологии осуществлял координационный совет с представителями управлений дороги и Латвийского, Литовского и Эстонского пароходств.

## История создания железных дорог в Прибалтике
Впервые железная дорога на территории Прибалтики появилась в 1860 году. Рельсовая колея была проложена на участке Пыталово — Динабург, это была составная часть Петербурго-Варшавской железной дороги.
Первой крупной железнодорожной линией в Прибалтике стала Риго-Динабургская железная дорога протяжённостью 232,5 км. Прокладка железной дороги в Лифляндской и Курляндской губерниях Российской империи началась в 1858—1861 годах обществом Риго-Динабургской железной дороги. Движение официально было открыто 25 сентября 1861 года. В 1862 году дорога была соединена с Петербурго-Варшавской. После этого строительство дорог велось весьма активными темпами по всей Прибалтике: строилась Либаво-Роменская железная дорога, были построены линии Динабург — Радвилишкис, Елгава — Мажейкяй.
В 1871 году было открыто движение по Балтийской железной дороге из Ревеля в Петербург через Нарву. К 1873 году протяжённость железнодорожной сети достигала почти 3000 км.
В конце XIX — первой половине XX века в Прибалтике была построена сеть узкоколейных линий общей протяжённостью 2051 км. Позднее часть этих узкоколейных дорог была переведена на колею 1520 мм, а часть ввиду низкой рентабельности ликвидирована. На начало 1990-х годов действовали узкоколейные железные дороги Гулбене — Алуксне, Паневежис — Рубикяй, Паневежис — Йонишкелис, Йонишкелис — Биржай, Пакройос — Йонишкелис, Петрошюнай — Линкува.
В период Великой Отечественной войны большая часть железнодорожной инфраструктуры была разрушена. После освобождения оккупированных территорий началось восстановление и коренное техническое перевооружение железных дорог. С 1946 года они входили в Западный округ железных дорог, в составе Белорусской, Брест-Литовской, Белостокской, Западной и Литовской дорог.
В 1953 году дороги были объединены в Балтийскую железную дорогу, которая в 1956 году была ликвидирована и разделена по экономическим районам.
В 1963 году была вновь образована единая Прибалтийская железная дорога.
С 1965 года началось курсирование фирменных поезда дальнего следования «Латвия», «Юрмала», «Эстония», «Лиетува», «Янтарь», «Чайка», «Янтарный берег» и др.
В связи с проводившимся перевооружением отрасли в 1950-е — 1960-е годы движение грузовых и пассажирских поездов было переведено на тепловозную тягу, пригородные участки столиц прибалтийских союзных республик и Калининграда были электрифицированы. Электрификацию начал начальник Северо-Западного округа Министерства путей сообщения МПС Нил Иванович Краснобаев. В 1950 году электрички начали курсировать на линии Рига—Дубулты, а затем были электрифицированы линии до Айзкраукле, Скулте, Елгавы.
В 1971 году Прибалтийская железная дорога была награждена орденом Октябрьской Революции.
Была проведена реконструкция железнодорожного пути с укладкой рельсов тяжёлого типа на железобетонных шпалах и щебёночном балласте, 35 % общей длины главных путей дороги составил бесстыковой путь, интенсивно строились вторые пути.
Узлы и станции Шкиротава (в Рижском узле), Таллин, Вильнюс, Даугавпилс, Калининград-Сортировочный, Паняряй, Каунас, Вентспилс, Клайпеда были реконструированы с удлинением путей и оборудованием станционных парков современной техникой СЦБ и связи, на крупных станциях стали применяться электронно-вычислительная техника, автоблокировка, электрическая централизация, средства телемеханики в системе формирования поездов и организации их движения. К 1988 году грузовые операции производились более чем на 300 станциях, где было механизировано до 95 % погрузочно-разгрузочных работ.
Были оборудованы горки на сортировочных станциях. На станциях Шкиротава и Даугавпилс на базе ЭВМ ЕС-1010 была внедрена АСУ для контроля сортировки и роспуска вагонов. В 1985 году введена первая очередь АСУ пункта обработки контейнеров на ст. Рига-Пречу-2.
В перевозках грузов в 1990 году максимальную долю занимали импортные грузы (до 20 %). Во внутреннем и экспортном сообщении дорога перевозила преимущественно нефть и нефтепродукты, сланцы, строительные грузы, химические и минеральные удобрения, цемент. Расширялись контейнерные, а также пакетные перевозки (более чем 150 наименований грузов).
На дороге был высок уровень механизации при ремонте и текущем содержании пути, применялись цепочки путевых машин тяжёлого типа.

### Ликвидация
28 декабря 1991 года Министерство путей сообщения СССР подписало приказ о ликвидации Прибалтийской железной дороги с 1 января 1992 г. Рижское, Елгавское и Даугавпилсское отделения вошли в состав Latvijas dzelzceļš (ею же они были ликвидированы), Вильнюсское и Шяуляйское образовали единые Литовские железные дороги, Эстонское отделение стало независимыми Эстонскими железными дорогами, из них в 1998 году вышла часть линий, ставших подчиняться компании Edelaraudtee, Калининградское отделение стало Калининградской железной дорогой. Границы новых дорог были скорректированы по новым государственным границам.

## Новаторство

### Техническое оснащение и изобретения
В Западном округе МПС СССР с подачи Н. И. Краснобаева впервые в истории железных дорог СССР была введена дизельная тяга: автомотрисы, дизель-поезда, в том числе и на базе трофейных транспортных средств: часть немецких дизель-поездов в счёт репараций были переданы Советскому Союзу. Краснобаев забирал их даже с Закавказской железной дороги и гнал оттуда в Литву, где создал первое в Союзе депо по обслуживанию дизель-поездов.
В послевоенной Латвии паровозы занимали 98 % от всего железнодорожного парка. Для сравнения: КПД паровозного двигателя — 8 %, тепловозного — 30 %, электровоза — 40 %. После паровозов условия труда на дизельном локомотиве были очень комфортными, а сами локомотивы требовали намного меньше трудозатрат и персонала.
По инициативе Краснобаева на Рижском вагоностроительном заводе в конце 1960-х годов начали строить дизель-поезда, которые нашли широкое применение на неэлектрифицированных направлениях. За участие в создании дизель-поездов Н. И. Краснобаеву с группой соавторов была присуждена Государственная премия Латвийской ССР (1972 г.).
Прибалтийская железная дорога первой в МПС СССР начала укладку бесстыкового пути и эксплуатацию 8-вагонных электричек.
На многочисленных малодеятельных участках впервые в мировой практике Краснобаев предложил использовать электропоезда, оборудованные мощными аккумуляторными батареями, чтобы они могли следовать на них за пределы электрифицированных участков. Исследования проводились на базе депо Засулаукс. В 1961 году готовый контактно-аккумуляторный поезд экспонировался на ВДНХ СССР. Первый пуск состоялся в Елгаву, причем результат был достигнут за рекордный срок — три года. По такой схеме были переоборудованы несколько электропоездов Рижского узла, которые использовались до начала 1980-х. Например, до Тукумса они ехали под напряжением, из Тукумса до Елгавы — без контактного провода, переходя на свои аккумуляторы.
Затем были оборудованы батареями уже имеющиеся поезда, преимуществом которых в итоге стали повышенные экологичность и экономичность. По проектам Краснобаева и Макаренко «вышли в свет» и транспортные средства для грузоперевозок на электротяге, работавшие в Латвии вплоть до 1992 года.

### Сервис
В 1965 году одной из первых в Советском Союзе дорога создала фирменный пассажирский поезд «Латвия», который стал флагманом пассажирского движения на дороге и образцом для других железных дорог. В 1972 году комсомольско-молодёжная бригада проводников Р.Шкультецкого была награждена переходящим Красным знаменем ЦК ВЛКСМ и Министерства путей сообщения СССР.
В 1970 году Прибалтийская железная дорога вслед за московскими коллегами организовала для обеспечения пиковых летних перевозок Студенческий отряд проводников. Многие годы он занимал первое место в Советском Союзе по итогам соцсоревнования ЦК ВЛКСМ среди 89 аналогичных студенческих отрядов.

## Рижская детская железная дорога
На средства и под надзором и техническим руководством Прибалтийской железной дороги была построена и эксплуатировалась с 22 июля 1956 года узкоколейная Рижская детская железная дорога с шириной колеи 750 мм, действовавшая в Межапарке. Одна из 52 действовавших в СССР детских железных дорог, созданных для приобщения советских школьников к железнодорожным профессиям. Обслуживалась силами детей при наличии взрослых наставников и работала по май 1997 года.

## Начальники
- 1953—1977 — Краснобаев, Нил Иванович
- 1977—1981 — Макаренко Иван Трофимович
- 1981—1988 — Емец, Иван Артёмович
- 1988—1992 — Мошенко, Олег Анатольевич